# Borta bra
Borta bra är en svensk novellfilm skriven av Behrang Behdjou, regisserad av Ulf Friberg och producerad av Jesper Bergom-Larsson. Filmen handlar som sex svenska ungdomar med rötter i olika delar av världen, som ser på Sverige och sina liv där.
Filmen är producerad av Saltfilm Sweden med stöd från SVT och Svenska Filminstitutet.
Borta bra vann pris som årets novellfilm vid Göteborgs filmfestival den 1 februari 2008. Motiveringen till priset löd:  "Ibland ser det både ut som en klyscha och låter som en klyscha. Ibland ser det ut som en film, men lika ofta teater. Ibland låter det som prosa, men det kommer ut som poesi. När vi trodde att allt redan var sagt i ämnet, och att vi redan visste allt – så sade de lite till. Det är lite ensamt, och lite ödsligt, och lite vackert. Mycket sägs mellan raderna, i en utsökt text som bildsatts försiktigt, och spelas smart och effektivt." 